# Jehnědí
Jehnědí település Csehországban, az Ústí nad Orlicí-i járásban. Jehnědí Sloupnice, Voděrady, Hrádek, Sudislav nad Orlicí, Oucmanice és Svatý Jiří településekkel határos. Lakosainak száma 338 fő (2024. január 1.).

## Népesség
A település lakosságának változását az alábbi diagram mutatja:
| Lakosok száma | 531  | 509  | 513  | 324  | 313  | 306  | 324  | 335  | 329  | 338  |
|               | 1869 | 1890 | 1921 | 1950 | 1980 | 2001 | 2017 | 2019 | 2022 | 2024 |